# Jonas Lössl
Jonas Bybjerg Lössl (* 1. února 1989 Kolding) je dánský profesionální fotbalista, který hraje jako brankář za anglický klub Brentford, kde je na hostování z dánského klubu Midtjylland, a za dánskou reprezentaci.
Po začátku profesionální kariéry v Midtjyllandu hrál ve Francii za Guingamp, v Německu za Mainz 05 a v Anglii za Huddersfield Town a Everton. V roce 2021 se vrátil do Midtjyllandu.
V březnu 2016 debutoval v seniorské reprezentaci Dánska. Byl členem této reprezentace na Mistrovství světa v roce 2018 a Euru 2020.

## Klubová kariéra

### Midtjylland
Je odchovancem akademie Midtjyllandu. Za Midtjylland debutoval v Superligaen v březnu 2010. Za klub odehrál celkem 137 zápasů.

### Guingamp
Dne 5. června 2014 Midtjylland oznámil, že Lössla prodal francouzskému klubu Guingamp. Svou první sezónu v klubu začal jako náhradní brankář, ale během dvou sezón v klubu se stal brankařskou jedničkou.

### Mainz 05
Dne 16. června 2016 se objevila zpráva, že Lössl přestupuje do německého klubu Mainz 05. Klub se odvolával na to, že Lössl měl být okamžitou náhradou za předchozího brankáře Lorise Kariuse, který sám právě přestoupil do Liverpoolu.

### Huddersfield Town a Everton
Po jedné sezóně v Mainz 05 podepsal 30. června 2017 smlouvu o sezónním hostování v Huddersfield Town. Dne 12. srpna 2017 debutoval za Huddersfield Town při vítězství 3:0 proti Crystal Palace.
V březnu 2018, po úspěšném hostování, během něhož udržel 10 čistých kont v Premier League, ho Huddersfield Town podepsal za nezveřejněnou částku.
Po sestupu Huddersfield Town z Premier League v roce 2019 se 1. července 2019, na základě volného přestupu, připojil k anglickému klubu Everton. Zcela nevyužitý se 31. ledna 2020 vrátil do Huddersfield Town na hostování do konce sezóny.
Dne 1. února 2021 opustil Everton a vrátil se do Dánska, kde podepsal smlouvu s Midtjyllandem.

### Návrat do Midtjyllandu
Po odchodu z Evertonu se 1. února 2021 upsal svému prvnímu profesionálnímu klubu Midtjyllandu. Do klubu nastoupil po bývalém střídajícím Jasperu Hansenovi.

#### Hostování v Brentfordu
Dne 31. prosince 2021 podepsal smlouvu s anglickým klubem Brentfordem, která vstoupila v platnost 1. ledna 2022. Součástí šestiměsíční smlouvy byla možnost na trvalý přestup.

## Reprezentační kariéra
Odehrál 22 zápasů za různé dánské mládežnické reprezentace, z toho 15 za dánskou reprezentaci do 21 let. Do seniorského týmu Dánska byl poprvé povolán v červnu 2015.
Dne 29. března 2016 debutoval v dánské reprezentaci jako náhradník za Kaspera Schmeichela v přátelském utkání se Skotskem, které skončilo prohrou Dánska 1:0. Během 45 minut udržel čisté konto. Byl zařazen do dánského týmu pro Mistrovství světa v roce 2018 v Rusku, ale na turnaji nehrál.

## Osobní život
Jeden z jeho prarodičů je německého původu. Z tohoto důvodu se jeho příjmení píše s „ö“ místo „ø“, což je jinak běžný zápis v dánštině.

## Kariérní statistiky

### Klubové
Aktualizováno 1. února 2021
| Klub                          | Sezóna         | Liga             | Liga   | Liga | Národní pohár | Národní pohár | Ligový pohár | Ligový pohár | Ostátní | Ostátní | Celkem | Celkem |
| Klub                          | Sezóna         | Soutěž           | Zápasy | Góly | Zápasy        | Góly          | Zápasy       | Góly         | Zápasy  | Góly    | Zápasy | Góly   |
| ----------------------------- | -------------- | ---------------- | ------ | ---- | ------------- | ------------- | ------------ | ------------ | ------- | ------- | ------ | ------ |
| Midtjylland                   | 2009/10        | Superligaen      | 12     | 0    | 3             | 0             | —            | —            | 0       | 0       | 15     | 0      |
| Midtjylland                   | 2010/11        | Superligaen      | 30     | 0    | 3             | 0             | —            | —            | 0       | 0       | 33     | 0      |
| Midtjylland                   | 2011/12        | Superligaen      | 25     | 0    | 0             | 0             | —            | —            | 0       | 0       | 25     | 0      |
| Midtjylland                   | 2012/13        | Superligaen      | 27     | 0    | 1             | 0             | —            | —            | 2       | 0       | 30     | 0      |
| Midtjylland                   | 2013/14        | Superligaen      | 33     | 0    | 1             | 0             | —            | —            | 0       | 0       | 34     | 0      |
| Midtjylland                   | Celkem         | Celkem           | 127    | 0    | 8             | 0             | —            | —            | 2       | 0       | 137    | 0      |
| Guingamp                      | 2014/15        | Ligue 1          | 30     | 0    | 2             | 0             | 1            | 0            | 7       | 0       | 40     | 0      |
| Guingamp                      | 2015/16        | Ligue 1          | 37     | 0    | 2             | 0             | 3            | 0            | 0       | 0       | 42     | 0      |
| Guingamp                      | Celkem         | Celkem           | 67     | 0    | 4             | 0             | 4            | 0            | 7       | 0       | 82     | 0      |
| Mainz 05                      | 2016/17        | Bundesliga       | 27     | 0    | 2             | 0             | —            | —            | 5       | 0       | 34     | 0      |
| Huddersfield Town (hostování) | 2017/18        | Premier League   | 38     | 0    | 2             | 0             | 0            | 0            | 0       | 0       | 40     | 0      |
| Huddersfield Town             | 2018/19        | Premier League   | 19     | 0    | 0             | 0             | 1            | 0            | 0       | 0       | 20     | 0      |
| Huddersfield Town             | Celkem         | Celkem           | 57     | 0    | 2             | 0             | 1            | 0            | 0       | 0       | 60     | 0      |
| Everton                       | 2019/20        | Premier League   | 0      | 0    | 0             | 0             | 0            | 0            | —       | —       | 0      | 0      |
| Everton                       | 2020/21        | Premier League   | 0      | 0    | 0             | 0             | 0            | 0            | —       | —       | 0      | 0      |
| Everton                       | Celkem         | Celkem           | 0      | 0    | 0             | 0             | 0            | 0            | 0       | 0       | 0      | 0      |
| Huddersfield Town (hostování) | 2019/20        | EFL Championship | 15     | 0    | 0             | 0             | 0            | 0            | —       | —       | 0      | 0      |
| Midtjylland                   | 2020/21        | Superligaen      | 13     | 0    | 0             | 0             | —            | —            | 0       | 0       | 0      | 0      |
| Kariéra celkem                | Kariéra celkem | Kariéra celkem   | 279    | 0    | 16            | 0             | 5            | 0            | 14      | 0       | 313    | 0      |

### Reprezentační
Aktualizováno 29. března 2016
| Dánsko | Dánsko | Dánsko |
| Rok    | Zápasy | Góly   |
| ------ | ------ | ------ |
| 2016   | 1      | 0      |
| Celkem | 1      | 0      |